# Інтерактивне унаочнення даних
Інтерактивне унаочнення (візуалізація) даних — спосіб графічного представлення інформації, що дозволяє користувачеві взаємодіяти з системою відображення інформації і спостерігати реакцію системи, безпосередньо маніпулюючи елементами на графіку та пов’язуючи їх між собою.

## Огляд
Даний спосіб подання інформації використовується для візуального аналізу змін співвідношень, взаємозв'язків, тенденцій і закономірностей в досліджуваному наборі однорідних властивостей предметів або явищ за допомогою введення користувачем даних.  Введені користувачем дані поділяються на:

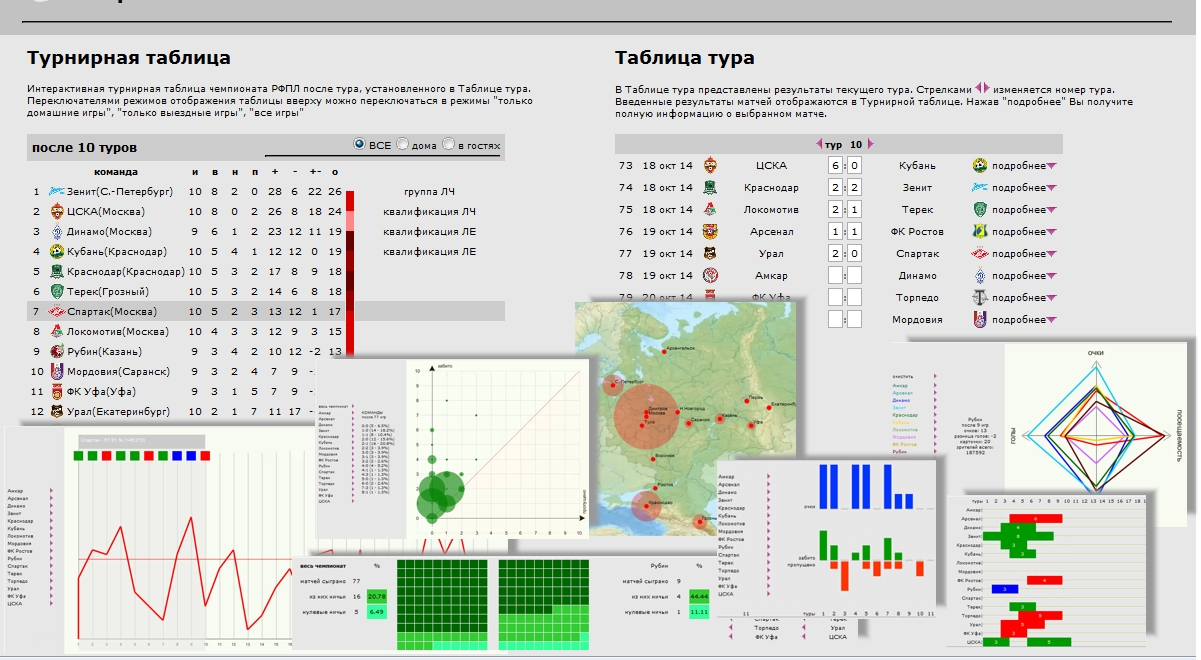
Аналіз і прогнозування результатів матчу

1. Вибір із запропонованих значень (без зміни бази даних )
2. Власні дані користувача (з внесенням змін до бази даних)

Введення власних даних дозволяє користувачеві аналізувати свої варіанти, робити власні прогнози і практично симулювати процес.  Інфографічні зміни відбуваються відповідно до програмно реалізованих алгоритмів.

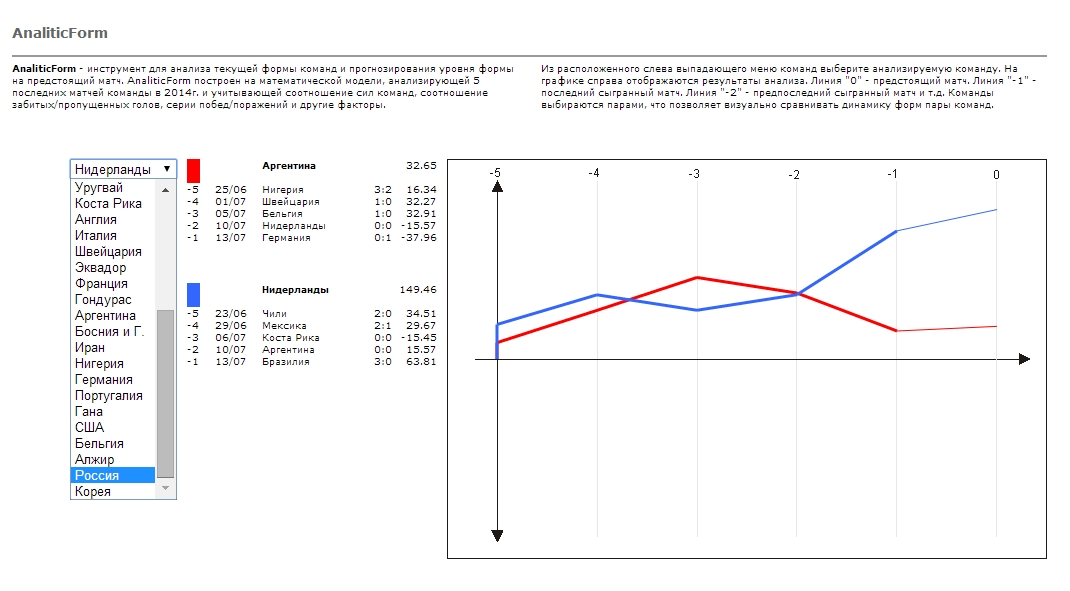
Аналітика форми команд на ЧС-2014

Дана концепція знаходить застосування в наукових і статистичних дослідженнях (прогнозуванні, інтелектуальному аналізі даних ), ігрових і навчальних процесах (а також тестуванні) в рамках педагогічного дизайну.  З появою динамічних способів відображення вебсторінок інтерактивна візуалізація даних отримала великий розвиток в веброзробці, де вона часто застосовується на новинних, оглядових та аналітичних сайтах, а також в системах бізнес-аналітики;  цю технологію часто називають інтерактивної інфографікою. 
Перші розробки статистичних систем з елементами інтерактивної графіки, що дозволяє безпосередньо змінювати дані, були зроблені в кінці 1960-х років.  Перша повноцінна система інтерактивної візуалізації, названа PRIM-9, була розроблена в 1974 році.

## Спосіб взаємодії
- Малювання: працює за допомогою миші для керування пензлем, безпосередньо змінюючи колір або гліф елементів графіка. Кисть іноді є покажчиком, а іноді працює, малюючи контур навколо точок; контур може бути неправильної форми, як "ласо". Малювання найбільш часто використовується, коли наявно кілька графіків і існує певний механізм зв'язку між ними. Існує кілька різних концептуальних моделей для малювання і ряд загальних механізмів зв'язування. Використання пензля може бути постійною операцією, змінюючи властивості  виділених точок, так і тимчасовим, коли точки повертають первісний вигляд після того, як пензель змінить положення.

- Фарбування: перефарбування корисне, коли ми хочемо згрупувати точки в кластери, а потім приступити до використання інших операцій, таких як обхід, для порівняння груп.
- Ідентифікація: маркування або встановлення мітки, яка пов'язана з певним елементом чи категорією даних. При наведенні курсора на точку на діаграмі з'являється мітка, що описує елемент графіка.
- Масштабування: відображає дані у вікно візуалізації і змінює область вибраних даних. Масштабування зазвичай використовується для збільшення областей скупчення даних, а також може використовуватися для зміни співвідношення сторін графіка, щоб виявити різні особливості даних.
- Зв'язування: пов'язує елементи, вибрані на одному графіку, з елементами на іншому графіку. Найпростіший вид зв'язку, один-до-одного, де на обох графіках показані різні проєкції одних і тих же даних, а точка на одному графіку точно відповідає одній точці на іншому. При використанні  областей  графіків маніпулювання на будь-якій частині області має той же ефект, що і маніпулювання на всьому графіку, і еквівалентна вибору всіх випадків у відповідній категорії. Навіть коли деякі елементи графіка представляють більше одного випадку, основне правило зв'язування все ж пов'язує один випадок в одному графіку з одним і тим же випадком в інших графіках. Зв'язування також може здійснюватися за категоріальної змінної, наприклад за ідентифікатором об'єкта, так що всі значення даних, що має такий об'єкту, виділяються на всіх видимих графіках

## Див.також
- Візуалізація даних
- Інфографіка